# 1999 في فنلندا
فيما يلي قوائم الأحداث التي وقعت خلال عام 1999 في فنلندا.

## سياسة

### تعيين في المنصب
- 24 مارس – ساولي نينيستو عضو برلمان فنلندا  [لغات أخرى]‏،وزير المالية [الإنجليزية]‏.
- 24 مارس – لاسي فيرين عضو برلمان فنلندا  [لغات أخرى]‏.
- 24 مارس – يوركي كتاينن عضو برلمان فنلندا  [لغات أخرى]‏.

### انتهاء فترة المنصب
- 23 مارس – ساولي نينيستو عضو برلمان فنلندا  [لغات أخرى]‏،وزير المالية [الإنجليزية]‏.

## أفلام
من الأفلام التي صدرت هذه السنة في فنلندا:
- 22 يناير – الطريق إلى روكايارفي من إخراج Olli Saarela [الإنجليزية]‏.

## برامج ومسلسلات وأنمي
- الحياة السرية

## موسيقى

### أغاني
من الأغاني التي صدرت هذه السنة في فنلندا:
- 26 أكتوبر – ساندستورم من غناء دارود.